# Бернс (Нью-Йорк)
Бернс (англ. Burns) — місто (англ. town) в США, в окрузі Аллегені штату Нью-Йорк. Населення — 1036 осіб (2020).

## Демографія
Згідно з переписом 2010 року, у місті мешкало 1180 осіб у 471 домогосподарстві у складі 329 родин. Було 583 помешкання
Расовий склад населення:
| - 98,4 % — білих - 0,3 % — корінних американців - 0,1 % — чорних або афроамериканців |

До двох чи більше рас належало 1,1 %. Частка іспаномовних становила 0,6 % від усіх жителів.
За віковим діапазоном населення розподілялося таким чином: 24,2 % — особи молодші 18 років, 61,4 % — особи у віці 18—64 років, 14,4 % — особи у віці 65 років та старші. Медіана віку мешканця становила 41,6 року. На 100 осіб жіночої статі у місті припадало 104,2 чоловіків;  на 100 жінок у віці від 18 років та старших — 102,7 чоловіків також старших 18 років.
Середній дохід на одне домашнє господарство  становив 56 221 долар США (медіана — 47 375), а середній дохід на одну сім'ю — 62 606 доларів (медіана — 53 352). Медіана доходів становила 43 512 долари для чоловіків та 27 308 доларів для жінок. За межею бідності перебувало 12,2 % осіб, у тому числі 17,4 % дітей у віці до 18 років та 10,4 % осіб у віці 65 років та старших.
Цивільне працевлаштоване населення становило 562 особи. Основні галузі зайнятості: освіта, охорона здоров'я та соціальна допомога — 24,0 %, транспорт — 14,1 %, роздрібна торгівля — 9,8 %, науковці, спеціалісти, менеджери — 9,6 %.